# Ostheimer Zeitung
Die Ostheimer Zeitung ist eine in Ostheim vor der Rhön erscheinende Lokalzeitung.
Sie gilt mit 790 verkauften Exemplaren im vierten Quartal 2011 – davon 740 im Abonnement – als kleinste deutsche regionale Tageszeitung. Verleger und Chefredakteur ist in dritter Generation seit 1981 Volker Gunzenheimer (* 1946), gelernter Schriftsetzer und Inhaber eines Schreibwarenladens. Unterstützt wird er von seiner Ehefrau Hannelore, zwei Kindern und dem Neffen sowie zwei freien Mitarbeitern. Im Jahr 1910 hatte sein Großvater Reinhold Werner die Zeitung vom Gründer übernommen, die schon damals nur dreimal wöchentlich erschien, und später an Vater Herrmann Gunzenheimer übergeben. 2016 übergab Volker Gunzenheimer die Geschäfte an seinen Sohn Jörg, der sie in vierter Generation weiterführt.
Noch immer erscheint die Lokalzeitung montags, mittwochs und freitags und wird vor allem in Ostheim, Sondheim vor der Rhön und Willmars sowie den dazugehörigen Ortsteilen verbreitet. Die Ostheimer Zeitung ist eine Mittagszeitung. Die sechs Lokalseiten werden am jeweiligen Erscheinungstag ab 6:30 Uhr im Schwarz-Weiß-Druck produziert, der überregionale Teil, der früher von der Genossenschaft Bayerischer Heimatzeitungsverleger (BHZ) geliefert wurde, wird jetzt von der Mantelredaktion der Mediengruppe Oberfranken in Bamberg dazugekauft. Ab 9 Uhr wird die komplette Ausgabe durch zwölf Boten ausgeliefert.
Von besonderer Bedeutung ist die historische Einordnung. Lange Jahre war Ostheim vor der Rhön eine thüringische, evangelisch geprägte Enklave im katholisch geprägten Unterfranken, wodurch sich eine besondere Nachfragesituation ergab.